# Shekib Mosadeq

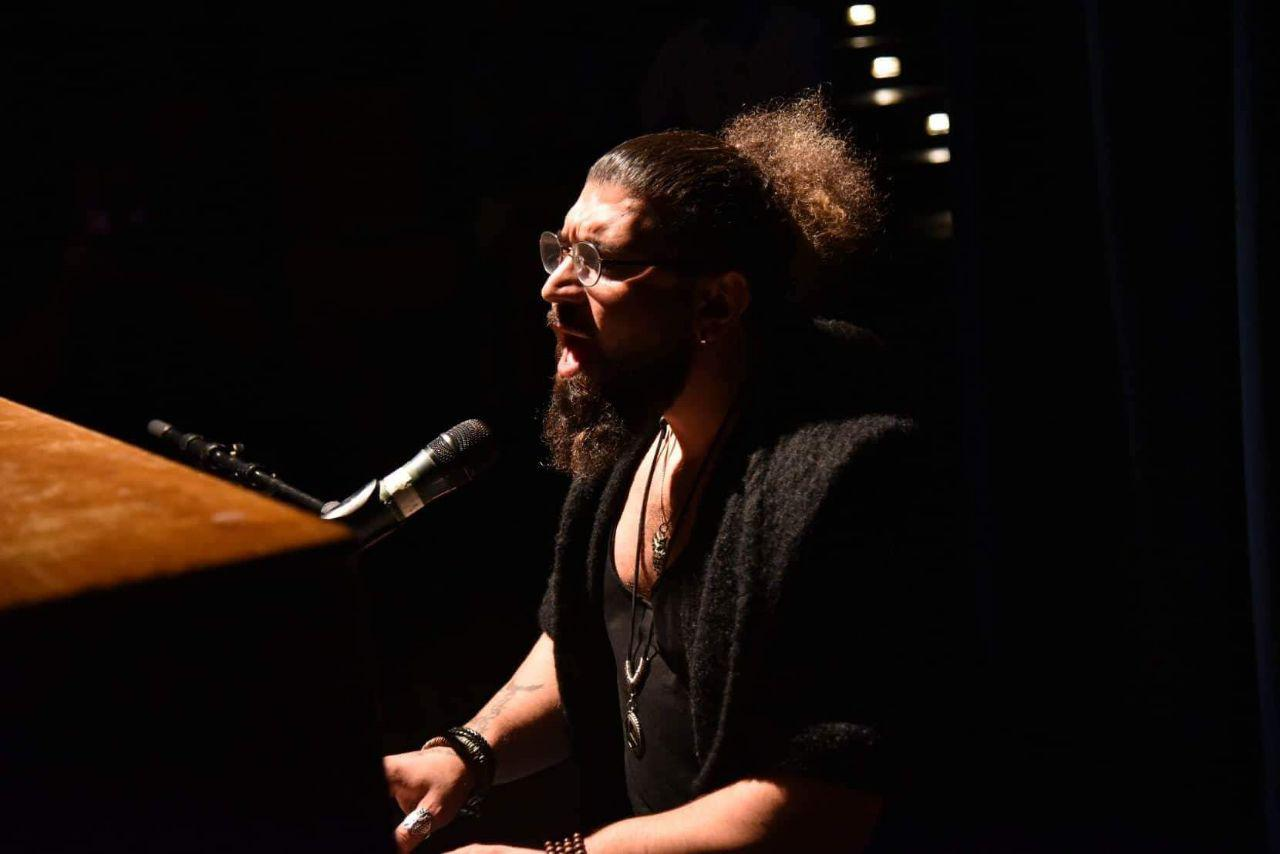
Shekib Mosadeq bei einem Auftritt in Schweden, 2018

Shekib Mosadeq (persisch شکیب مصدق; * 24. Februar 1982 in Herat, Afghanistan) ist ein afghanischer Sänger, Komponist, Dichter, Autor und sozialer Aktivist. Er ist zudem Vorstandsmitglied des Haus der afghanischen Kultur (Afghanscher Kulturverein Hamburg).

## Frühes Leben
Shekib Mosadeq wurde am 24. Februar 1982 (entspricht dem 5. Esfand 1360 im persischen Kalender) in der Stadt Herat, Afghanistan, geboren. Aufgrund von Krieg und politischen Umbrüchen wurden seine Eltern zur Untätigkeit gezwungen. Mosadeq musste früh zum Lebensunterhalt der Familie beitragen und begann gleichzeitig, seinen eigenen Weg zu finden. Inmitten der politischen Repression unter dem Taliban-Regime begann er heimlich, Musik zu erlernen. Nach dem Fall der Taliban schrieb er erste Drehbücher. Sein erstes künstlerisches Werk war der Film Sarnevesht (Schicksal), in dem er sowohl als Schauspieler als auch Musikregisseur mitwirkte. Durch Kooperationen mit nationalen Fernsehsendern und die Produktion von Liedern in einem neuen Stil erlangte er große Popularität.

## Musikalische Karriere
Als populärer Künstler organisierte er Benefizkonzerte innerhalb Afghanistans. Gemeinsam mit dem Dichter, Autor und Gitarristen Masoud Hassanzadeh gründete er die Protestband Murcheha („Die Ameisen“) im Rock/Blues-Stil. Seit 2006 verband Mosadeq seine Solokarriere mit Protestmusik. In seinen Liedern behandelte er gesellschaftliche Missstände auf radikale und direkte Weise im Rockstil, was zu persönlichen und gesellschaftlichen Konflikten führte. Diese Umstände zwangen ihn schließlich zur Ausreise aus Afghanistan.

## Exil in Deutschland
Im Jahr 2011 floh er mit seiner Familie nach Deutschland und lebt seither in Hamburg, wo er seine künstlerischen und politischen Aktivitäten fortsetzt.

## Rückkehr nach Afghanistan
Im Jahr 2013 kehrte Mosadeq nach Veröffentlichung seines 17. Albums vorübergehend nach Afghanistan zurück. Einige seiner geplanten Auftritte wurden jedoch von extremistischen Geistlichen und der Regierung abgesagt. Nach seiner Rückkehr nach Deutschland veröffentlichte er eine persischsprachige Version des Protestliedes Bella ciao, das in Afghanistan zu einem Symbol der Jugendproteste wurde. Inmitten der europäischen Flüchtlingskrise komponierte er ein neues Album über die Lage von Geflüchteten, das er dem syrischen Jungen Alan Kurdi widmete, der im Mittelmeer ertrank und zum Symbol der Flüchtlingskrise wurde. Im Jahr 2015 reiste er erneut nach Afghanistan, wo er begeistert von Medien und Öffentlichkeit empfangen wurde. Sein Album Aylan wurde landesweit bekannt. Er organisierte große Benefizkonzerte zur Unterstützung von Waisenkindern und Drogenrehabilitationszentren und beteiligte sich an Protesten gegen Krieg, Arbeitslosigkeit und Regierungspolitik in Kabul.

## Rückkehr nach Deutschland und weitere Aktivitäten
Aufgrund zunehmender Sicherheitsbedenken kehrte Mosadeq erneut nach Deutschland zurück. Das Album Aylan wurde daraufhin auch auf Deutsch übersetzt und als CD veröffentlicht. Es enthält Botschaften der Geflüchteten an die deutsche Gesellschaft sowie Aufrufe zu Hoffnung, Engagement und Integration. Aylan wurde sowohl in Deutschland als auch in anderen europäischen Ländern in verschiedenen Konzerten aufgeführt.
Mosadeq war Jurymitglied der 15. Staffel der Castingshow Afghan Star.

## Diskografie
- 2017: Der Deserteur (Sturm und Klang Musikverlag)